# Жълтоопашата сърпоклюна райска птица
Жълтоопашатата сърпоклюна райска птица (Drepanornis albertisi) е вид птица от семейство Райски птици (Paradisaeidae).

## Разпространение и местообитание
Разпространен е в Индонезия и Папуа Нова Гвинея.